# Кантарана (Павија)
Кантарана је насеље у Италији у округу Павија, региону Ломбардија.
Према процени из 2011. у насељу је живело 33 становника. Насеље се налази на надморској висини од 59 м.